# Horkelia capitata
Horkelia capitata är en tvåhjärtbladig växtart som beskrevs av Regel. Horkelia capitata ingår i släktet Horkelia, och familjen rosväxter. Inga underarter finns listade i Catalogue of Life.